# だまされても夢心地
『だまされても夢心地』（朝: 속아도 꿈결）は2021年韓国のテレビドラマ。2021年3月29日から10月1日にかけてKBS 1TVで放送された。全120話。
親の熟年再婚によって一つの家族となった2家族の子供たちを巡る物語。

## 出演
- リュ・ジン
- チェ・ジョンウ
- イム・ヒョンジュン
- イ・テグ
- パク・タミ
- ウンジョン（T-ARA）
- パク・ジュングム
- ワン・ジヘ
- チュ・ジョンヒョク

## スタッフ
- 演出：キム・ジョンギュ
- 脚本：ヨ・ミョンジェ

## 受賞歴

### 2021年KBS演技大賞[4]
- 連続ドラマ 優秀演技賞（男性）：リュ・ジン（クム・サンベク役）
- 助演賞男（女性）：ハム・ウンジョン（ハン・ダバル役）